# Крле, Ристо
Ристо Крле (макед. Ристо Крле; 3 сентября 1900, Струга — 29 октября 1975, Скопье) — македонский драматург.

## Биография
Родился в семье сапожника. Во время Первой мировой войны был с первого курса училища призван в армию Оттоманской империи и в дальнейшем уже не имел возможности продолжать образование, после смерти отца работал, как и он, сапожником, затем на другой физической работе. Одновременно играл в любительской театральной труппе. В 1937 году написал свою первую пьесу «Деньги — это смерть» (макед. Парите се отепувачка), основанную на поразившем его воображение случае из американской криминальной хроники (человек, много лет назад покинувший родительский дом, разбогател и вернулся в него неузнанным, а родители убили его ради денег). В 1938 году пьеса была поставлена в Скопье, став одним из первых произведений македонского национального театра. В дальнейшем Крле написал ещё несколько пьес; после Второй мировой войны он жил в Скопье и работал чиновником в Министерстве образования.